# Sídliště Lužiny
Sídliště Lužiny je část sídlištního komplexu Jihozápadní Město v městské části Praha 13 na katastrálním území Stodůlky. Stojí jižně od Centrálního parku a západně od jeho východního zakončení, severně od jižního oblouku Jeremiášovy ulice a východně od Oistrachovy ulice. Na sídlišti se nacházejí stanice metra Lužiny a Luka.

## Členění a ulice
Ze statistického hlediska je sídliště tvořeno třemi základními sídelními jednotkami:
- Lužiny-střed (část severně od tratě metra, zahrnující rondely Kettnerova, U  jezera, Bronzová a Zázvorkova a ulice Horákova a Sezemínská),
- Lužiny-jih (část jižně od ulice Archeologická a východně od ulice Mukařovského až k ulici Pod hranicí, zahrnuje dvojrondel Amforová – Podpěrova – Brdičkova, ulici Kolovečskou, půlrondel Píškova a ulice Mohylová, Zvoncovitá, Böhmova a Modrá.
- Luka (část jihozápadně od ulice Mukařovského; zahrnuje vrstvený dvojrondel Bellušova – Chlupova – Neustupného, ulici Holýšovskou, dvojrondel Trávníčkova – Fantova, kulturní a obchodní centrum Luka.

V každé z částí se nachází jeden velký komplex základní školy mimo rondely a jeden až dva menší pavilony ZŠ uvnitř rondelů, dále se na sídlištích nacházejí mateřské školy, restaurace, parkoviště a další objekty.

## Prvky sídliště

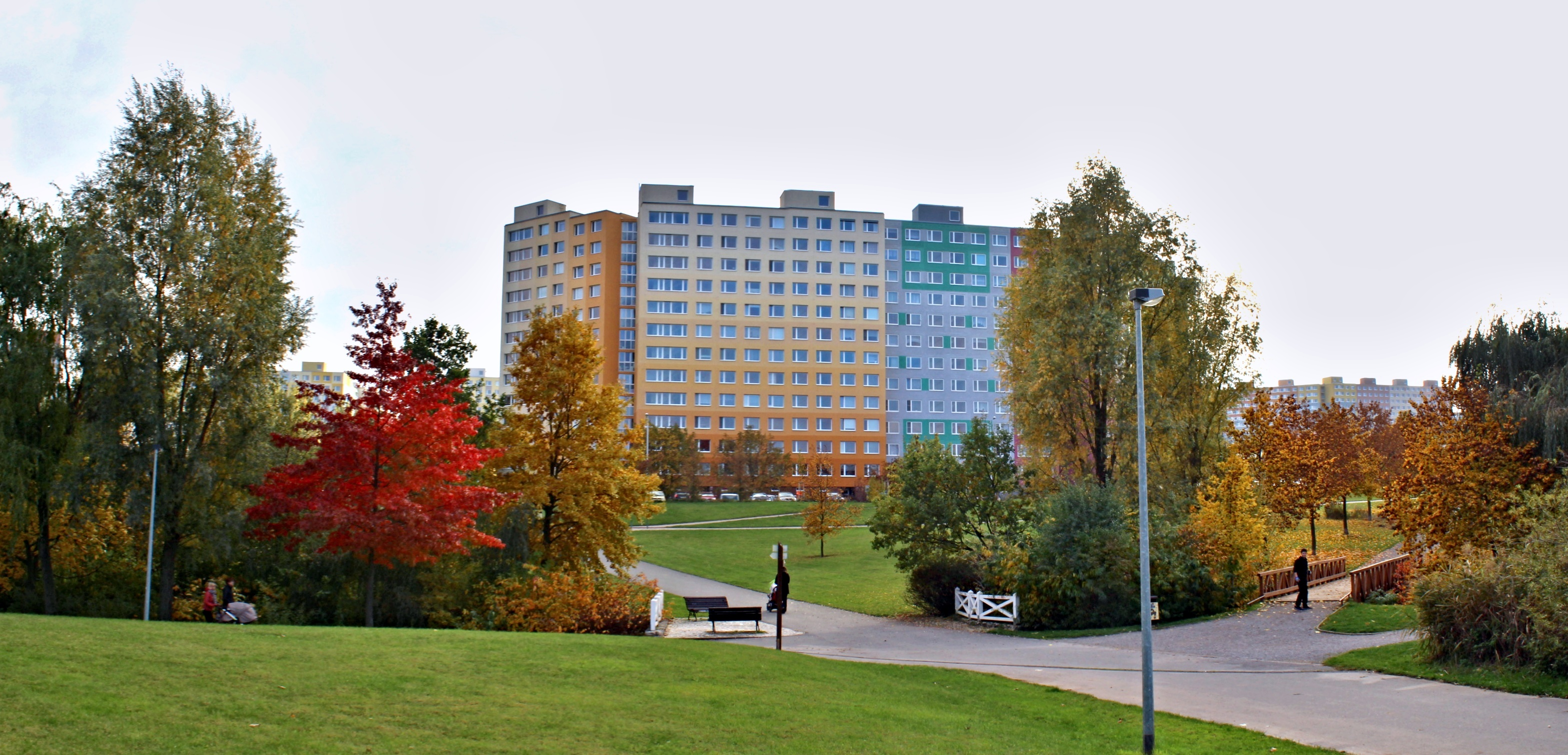
Centrální park, v pozadí panelové domy sídliště Lužiny

Sídliště je tvořeno především panelovými domy, které jsou uspořádány do rondelů podobně jako na sídlišti v Plzni-Košutce. Rondel tvoří půlkruh (případně dva vnořené půlkruhy), ve kterém je klidová zóna s dětským pískovištěm, hřištěm a zelení. Urbanistický koncept spočíval na začleňování výrazně vyšších domů u stanic metra (Sluneční náměstí, Nové Butovice (nedokončené) a postupném přechodu k nižším domům směrem od metra k (tehdy) volné krajině.

### Obchodní centrum Lužiny

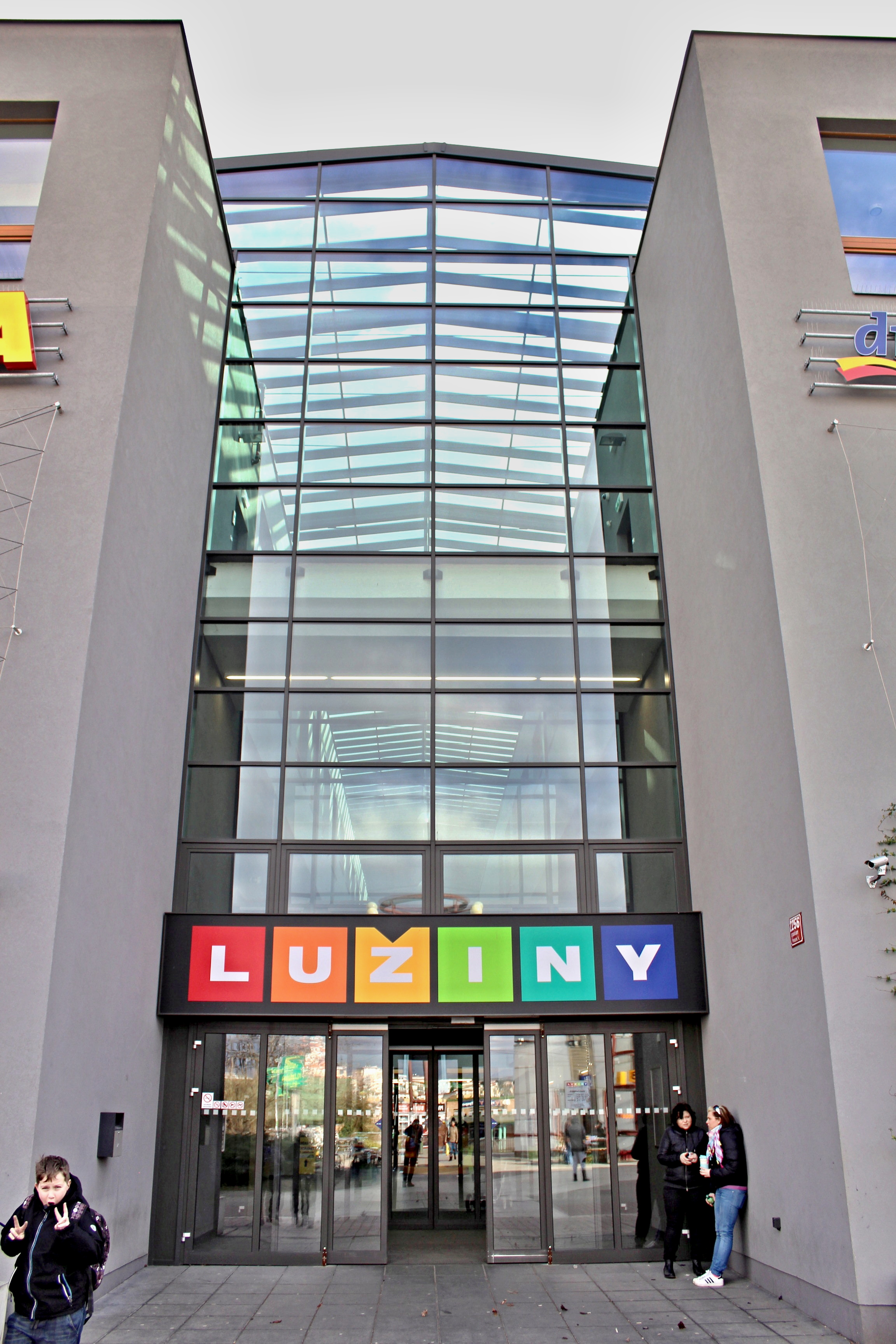
Obchodní centrum Lužiny

U stanice metra Lužiny je obchodní centrum Lužiny s městskou knihovnou, minipivovarem Lužiny, lékařskými ordinacemi a poštou. Obchodní centrum se stavělo 15 let[zdroj⁠?!] (kolaudace až v roce 1992, dokončení díla o pět let později). Podle původní koncepce obou architektů měl každý obchod mít svoji venkovní atypickou výzdobu naznačující sortiment. Vzhledem k možnostem nabídky materiálu v letech před rokem 1989 nebylo možno realizovat podle původních představ.
V roce 2014 prošlo kompletní rekonstrukcí a přestavbou, kdy stávající konstrukce byla obnažena až na pouhý betonový skelet, opraveny veškeré podlahy a infrastruktura. Zastřešením atria došlo k vyššími komfortu pro občany. Architekty původní i současné podoby OC Lužiny je Alena Šrámková a Ladislav Lábus. Spolu s rekonstrukcí OC Lužiny byly opraveny dvě přilehlé plochy východním a západním směrem, které byly po rekonstrukci centra taktéž opraveny jako parkovací plochy pro rezidenty návštěvníky centra. V interiéru obchodního centra se nacházejí i dvě zrestaurované sochy Muž a Jinoch Olbrama Zoubka, jejichž opravu financovalo obchodní centrum, a které před rekonstrukcí stály v zuboženém stavu v exteriéru.

### Obchodní centrum Luka
Na metru Luka se nachází dvě obchodní centra. To první přes ulici od metra pochází z 80. let a skládá se z malých provozoven a druhé přímo u metra zůstalo nedostavěné z roku 1988 do roku 2008, kdy budovu odkoupil soukromý investor a dílo s nákladem cca 200 mil dokončil. Přitom musel vyměnit veškeré střešní konstrukce z důvodu zamoření azbestem.

### Centrální park
Severně od sídliště se v údolí Prokopského potoka nachází Centrální park se dvěma retenčními nádržemi (bezejmenná N1 Stodůlky a N2 Stodůlky neboli Nepomucký), vytvořený v 90. letech 20. století. Přes údolí a park vede na sídliště Nové Butovice most metra linky B, zprovozněný v roce 1994. Na svém západním okraji Oistrachovou ulicí sousedí sídliště Lužiny se sídlištěm Stodůlky. Součástí parku je i venkovní fitness posilovna, potůček, lesík a několik dětských hřišť.
Zajímavostí je Keltský stromový kalendář, který se nachází v Centrálním parku na sídlišti.

## Staré a vilové Lužiny

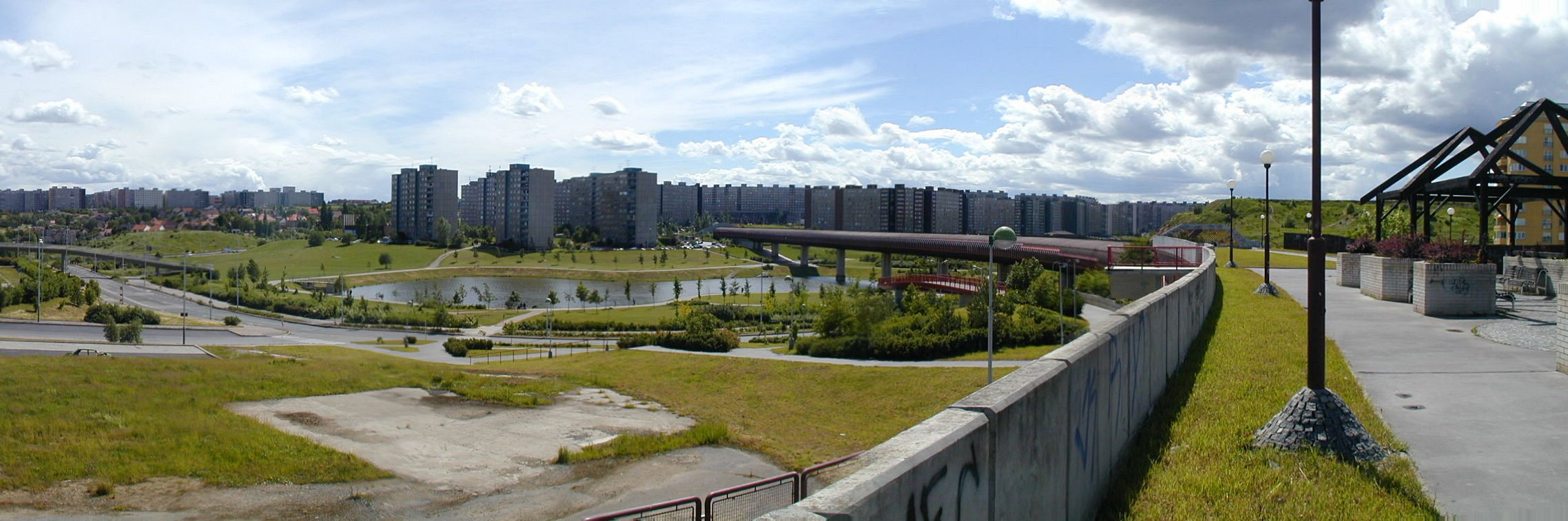

Na stodůleckém katastrálním území stála ještě v roce 1870 samota zvaná Na Lužinách. V poslední čtvrtině 19. století se zde začalo stavět a vznikla osada Lužiny. Osada měla na přelomu století 34 domy a 266 obyvatel. K Praze byly Lužiny připojeny společně s obcí Stodůlky v roce 1974. Vilová část Lužin stojí severně od Centrálního parku, jejím centrem je náměstí Na Lužinách.